# Gornji Štoj
Gornji Štoj (en serbe cyrillique : Горњи Штој) est un village du sud-est du Monténégro, dans la municipalité d'Ulcinj.

## Démographie

### Évolution historique de la population
| 1948 | 1953 | 1961 | 1971 | 1981 | 1991 | 2003 |
| ---- | ---- | ---- | ---- | ---- | ---- | ---- |
| 228  | 265  | 311  | 293  | 427  | 404  | 134  |